# Poros
|  | Aquest article tracta sobre una illa grega. Per altres significats, vegeu Poros d'Hidaspes i Poros (mitologia) |

Poros (en grec: Πόρος) és una de les Illes Saròniques, que pertany a la prefectura o nomós de l'Àtica, Grècia. Està situada a la part meridional del golf Sarònic, a 48 km al sud del Pireu i separada del Peloponès per un canal de 200 m d'ample. Té una superfície de 31 km² i una població de 4.117 habitants (2001), la major part dels quals a la vila de Poros (4.102), mentre que els 15 restants pertanyien al poblet d'Hàgios Nektàrios.
A l'antiguitat, Poros eren dues illes separades: Esfèria (grec: Σφαιρία), a la part sud, d'origen volcànic, la més petita i la més poblada; i Calaurea (grec: Καλαυρεία), la part nord, la més grossa. Actualment, les dues parts estan connectades per un pont damunt un estret istme.
El municipi de Poros també inclou una part al continent, Kianí Aktí (231 hab.), al punt més oriental de la península del Peloponnès, entre l'illa de Poros i la d'Hidra, vora els municipis de Trezè i Hermíona. El municipi té una superfície total de 49.582 km² i 4.348 habitants.

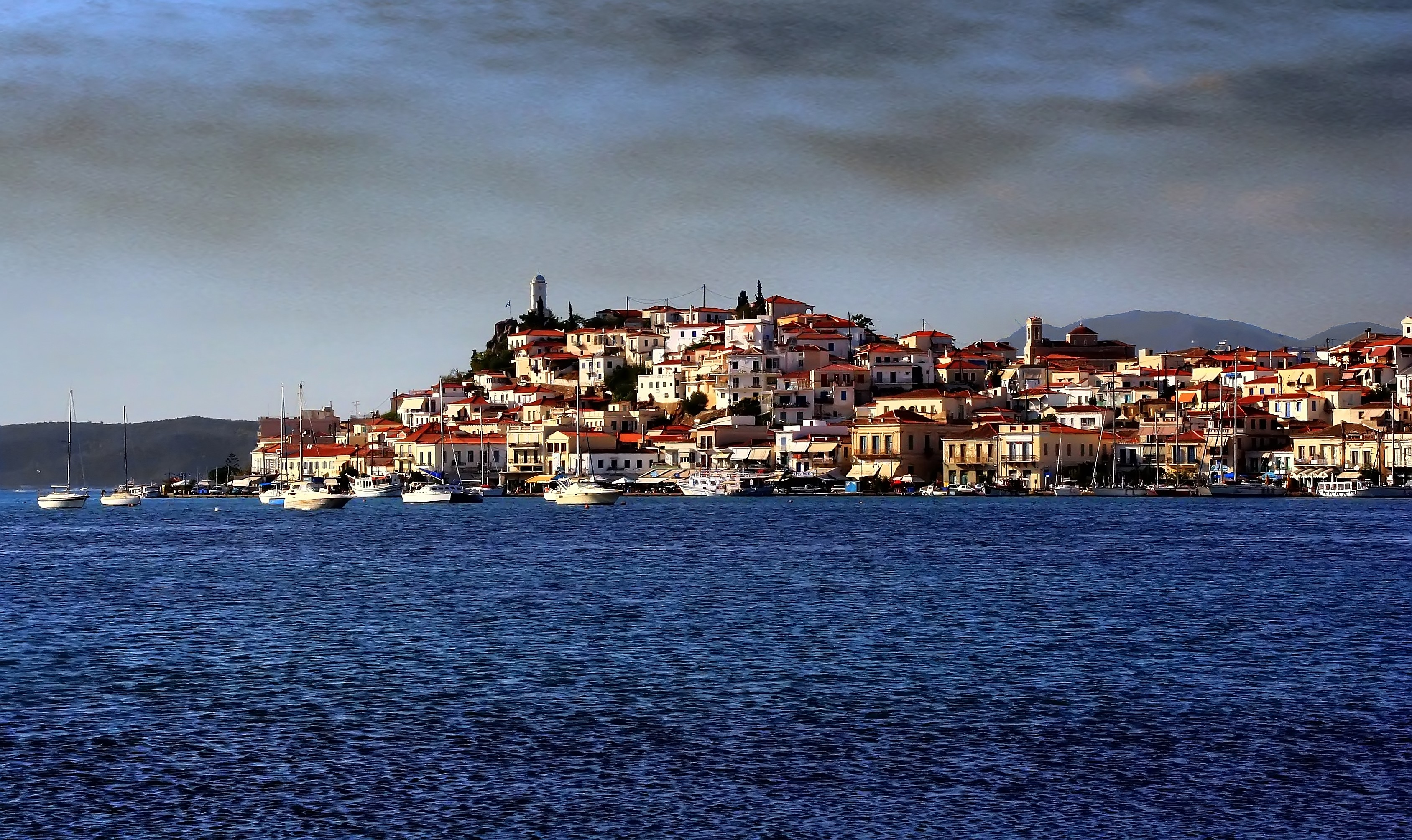
La vila de Poros

És una illa muntanyosa que culmina al Vigla (358 m), amb torrents i rierols estacionals i poblada de rica vegetació. Una gran part del nord, l'est i l'oest és coberta de matoll, mentre que el sud i el centre de l'illa presenten boscos de pins. En ser una illa rocosa, les platges de sorra es concentren al litoral sud i a la badia de Vaionia, a la part nord. Té una bona xarxa de carreteres i una bona infraestructura turística, per la qual cosa és una destinació molt popular per a estades curtes. Tot i no tenir aeroport, és fàcilment accessible per mar des d'Atenes, el port de Galatàs i la resta d'illes Saròniques amb transbordadors de línia regular.